# Dipartimento di Risaralda
Il dipartimento di Risaralda è uno dei 32 dipartimenti della Colombia. Il capoluogo del dipartimento è Pereira.

## Geografia fisica
Il dipartimento di Risaralda confina a nord-ovest con il dipartimento di Chocó, a nord con quello di Antioquia, a nord-est con il dipartimento di Caldas, ad est con il dipartimento di Tolima, a sud con quello di Quindío ed a sud-est con il dipartimento di Valle del Cauca.
Il territorio è prevalentemente montuoso essendo attraversato dalla Cordigliera Occidentale e da quella Centrale. Tra le due catene montuose si stende la valle del Cauca. Nell'estremo settore occidentale la Cordigliera digrada nella fascia pedemontana drenata dal fiume San Juan.
La capitale Pereira è posta al confine con il dipartimento di Quindío.

## Geografia antropica

### Suddivisioni amministrative
Il dipartimento di Risaralda si compone di 14 comuni:
- Apía
- Balboa
- Belén de Umbría
- Dosquebradas
- Guática
- La Celia
- La Virginia
- Marsella
- Mistrató
- Pereira
- Pueblo Rico
- Quinchía
- Santa Rosa de Cabal
- Santuario